# Peter Goldreich
Peter Goldreich (Nova Iorque, 14 de julho de 1939) é um astrofísico estadunidense.